# Larry Blamire
Larry Blamire est un acteur et réalisateur américain, notamment connu pour le film indépendant The Lost Skeleton of Cadavra.

## Filmographie
Acteur
Réalisateur
- 2001 : The Lost Skeleton of Cadavra
- 2008 : Meet the Mobsters
- 2010 : Dark and Stormy Night (en) et The Lost Skeleton Returns Again
- 2011 : Trail of the Screaming Forehead (en)